# کوکتاون (ویرجینیای غربی)
کوکتاون (به انگلیسی: Coketown) یک منطقهٔ مسکونی در ایالات متحده آمریکا است که در شهرستان بروک، ویرجینیای غربی واقع شده‌است.